# Musiques de Grand Theft Auto

Grand Theft Auto est un jeu qui possède plusieurs stations de radios.

## Brooklyn Underground FM
Genre: Trance 

Liste des titres : 
- Retrograde - "Benzoate" (C.Conner)
- Government Listening Post - "E104" (C.Conner)
- Trancefer - "Figiwhiz" (C.Conner)

## The Fix FM
Genre: Techno/Apartment

Liste des titres : 
- Animal Testing Centre - "DSP" (C.Conner)
- Rotorman - "Ride" (C.Conner)
- Technophiliak - "Lagerstar" (G.Middleton)

## The Fergus Buckner Show FM
Genre: Country

Liste des titres : 
- Sideways Hank O'Malley (and The Alabama Bottle Boys) - "The Ballad of Chapped Lip Calquhoun" (C.Anderson/B.Baglow)

## Head Radio FM
Genre: Pop/Rock

Liste des titres : 
- Reality Bubble - "Days Like These" (C.Conner)
- Meme Traders - "Automatic Transmission" (Grant Middleton)
- Ohjaamo - "Complications" (C.Conner)

## It's Unleashed FM
Genre: Alternative/Hard rock

Liste des titres : 
- Stikki Fingers - "4 Letter Love" (C.Anderson/B.Baglow)
- The Hounds - "Let It Out" (C.Conner)
- Bleeding Stump - "Just Do It" (C.Anderson)

## N-CT FM
Genre: Hip hop/Rap

Liste des titres : 
- Da Shootaz - "Grand Theft Auto" (Craig Conner)
- Slumpussy - "This Life" (C.Conner/Robert DeNegro)
- CCC Featuring Robert DeNegro - "Blow Your Console" (C.Conner/R.DeNegro)

## Radio '76 FM
Genre: Funk/Retro (Dans le jeu cette station s’appelle Funk FM.

Liste des titres : 
- Ghetto Fingers - "On The Move" (Colin Anderson)
- Ashtar - "Aori" (C.Anderson)
- Stylus Exodus - "Pootang Shebang" (C.Anderson)